# Morcolla (distrito)
Morcolla é um distrito do Peru, departamento de Ayacucho, localizada na província de Sucre.

## Transporte
O distrito de Morcolla é servido pela seguinte rodovia:
- PE-32A, que liga o distrito de Chiara à cidade de Puquio [1][2][3]